# Liste der venezolanischen Botschafter in Frankreich

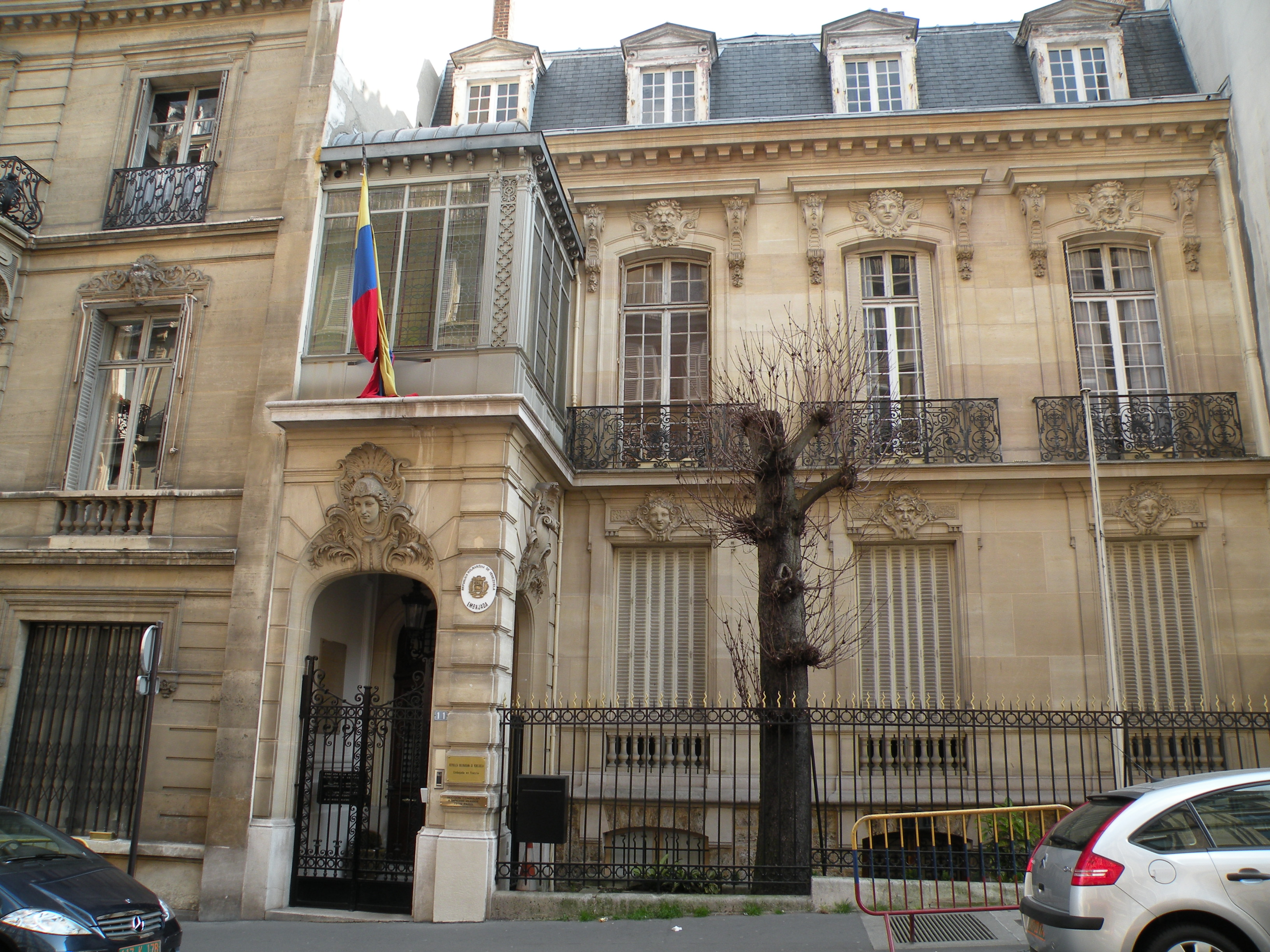
Die venezolanische Botschaft befindet sich in der 11, rue Copernic in Paris.

| Ernennung/Akkreditierung | Name                         | Bemerkungen | ernannt von             | akkreditiert während der Regierung von | Posten verlassen |
| ------------------------ | ---------------------------- | --- | ----------------------- | -------------------------------------- | ---------------- |
| 1860                     | Fermín Toro                  | | Manuel Felipe de Tovar  | Napoleon III.                          | 1862             |
| 1883                     | Antonio Guzmán Blanco        | | Antonio Guzmán Blanco   | Jules Grévy                            | 1886             |
| 1895                     | Juan Pietri                  | (28. September 1849 in Río Caribe Sucre (Venezuela); † 28. Mai 1911 in Caracas) wurde zum außerordentlichen Gesandten und Ministre plénipotentiaire in Berlin, Madrid, Paris, Rom und London ernannt. | Joaquín Crespo          | Félix Faure                            | 1897             |
| 1904                     | José Gil Fortoul             | (1861–1943) Generalkonsul | Cipriano Castro         | Émile Loubet                           |                  |
| 1917                     | José Gil Fortoul             | außerordentlichen Gesandter und Ministre plénipotentiaire, zeitgleich in Bern akkreditiert. | Juan Vicente Gómez      | Raymond Poincaré                       |                  |
| 1921                     | José Gil Fortoul             | (* 1861; † 1943) war auch Geschäftsträger in Berlin. | Juan Vicente Gómez      | Alexandre Millerand                    |                  |
| 1940                     | Luis Emilio Monsanto         | Geschäftsträger (* 1904; † 1969) 17. Juli 1948 außerordentlicher Gesandter und Ministre plénipotentiaire in Prag.                                                                                     | Eleazar López Contreras | Philippe Pétain                        | 26. Nov. 1942    |
| 1944                     | Caracciolo Parra Pérez       | [ 2 ] | Isaías Medina Angarita  | Charles de Gaulle                      |                  |
| 27. Mai 1948             | Juan Oropesa                 | | Rómulo Gallegos         | Vincent Auriol                         |                  |
| 26. Sep. 1950            | Antonio Chalbaud Cardona     | | Germán Suárez Flamerich | Vincent Auriol                         |                  |
| 13. Okt. 1953            | Henrique Gil Fortoul         | | Marcos Pérez Jiménez    | Vincent Auriol                         |                  |
| 11. Sep. 1958            | Juan Oropeza                 | | Wolfgang Larrazábal     | René Coty                              |                  |
| 9. Okt. 1959             | Manuel Antonio Pulido Méndez | | Edgar Sanabria          | Charles de Gaulle                      |                  |
| 6. Nov. 1965             | Luis Humberto Croce Orozco   | | Rómulo Betancourt       | Charles de Gaulle                      |                  |
| 28. Okt. 1969            | Marcel Granier-Doyeux        | | Rafael Caldera          | Alain Poher                            |                  |
| 31. Aug. 1973            | Edecio La Riva Araujo        | | Rafael Caldera          | Georges Pompidou                       |                  |
| 21. Nov. 1974            | José Luis Salcedo Bastardo   | | Carlos Andrés Pérez     | Valéry Giscard d’Estaing               |                  |
| 25. Aug. 1976            | Manuel Rafael Rivero         | | Carlos Andrés Pérez     | Valéry Giscard d’Estaing               |                  |
| 13. Dez. 1979            | Fernando Paredes Bello       | | Luís Herrera Campíns    | Valéry Giscard d’Estaing               |                  |
| 10. Apr. 1986            | Ramón Escovar Salom          | | Jaime Lusinchi          | François Mitterrand                    |                  |
| 3. Juni 1991             | Adolfo Taylhardat            | | Carlos Andrés Pérez     | François Mitterrand                    |                  |
| 6. Dez. 1995             | Francisco Kerdel Vegas       | | Rafael Caldera          | Jacques Chirac                         |                  |
| 10. Sep. 1999            | Hiram Abif Gaviria Rincón    | | Hugo Chávez             | Jacques Chirac                         |                  |
| 3. Juli 2002             | Jésus Arnaldo Perez          | Jesús Arnaldo Pérez; Februar 2004 bis Oktober 2006 Außenminister | Hugo Chávez             | Jacques Chirac                         |                  |
| 17. Sep. 2004            | Roy Chaderton                | | Hugo Chávez             | Jacques Chirac                         |                  |
| 13. Okt. 2006            | Jesús Arnaldo Perez          | [ 4 ] | Hugo Chávez             | Jacques Chirac                         |                  |